# Vrouwenkiesrecht

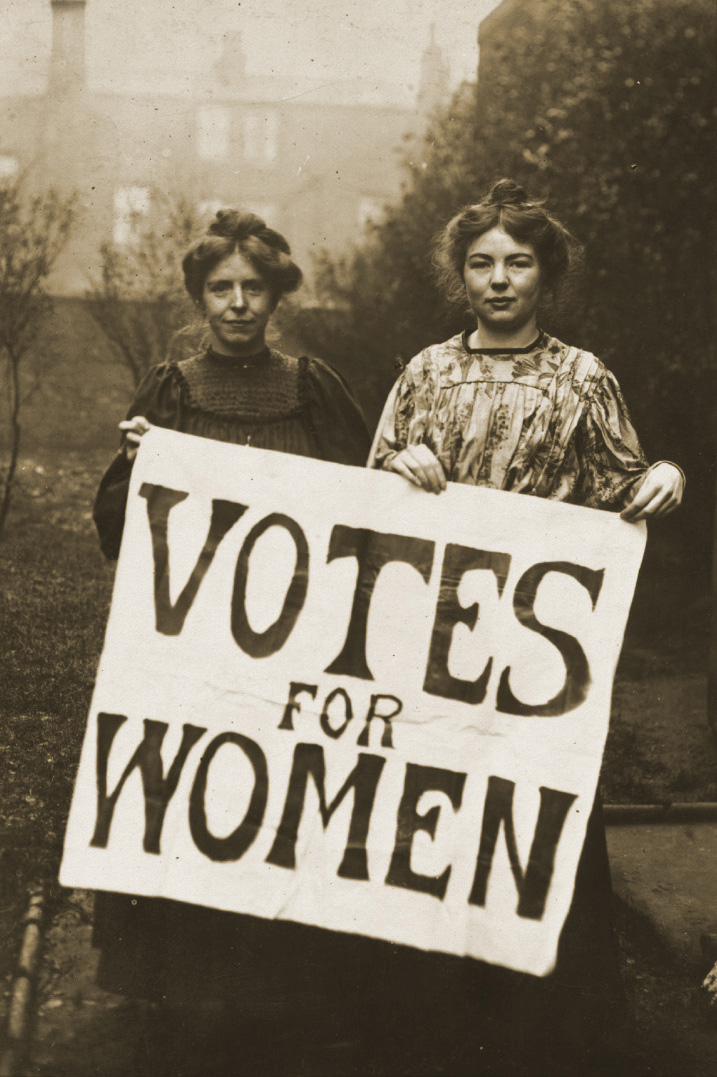
Annie Kenney en Christabel Pankhurst (Engeland, ca. 1908)

Het vrouwenkiesrecht is het recht van vrouwen in een democratie op actief en passief kiesrecht, dat wil zeggen bij verkiezingen voor wetgevende organen te stemmen en verkozen te kunnen worden.
Omdat vrouwen in vrijwel alle landen van politieke rechten waren uitgesloten, was vrouwenkiesrecht tot het einde van de 19de eeuw zeer uitzonderlijk. In het ancien régime kwam het soms voor dat een vrouw uit de adel, als ze een titel of goed erfden, ook konden meestemmen voor de vertegenwoordigers in een standenvergadering. Vrouwelijke religieuzen in een abdij kozen hun abdis, die soms politieke macht had.
De Franse Revolutie en de daaropvolgende bewegingen die het begin van de moderne democratie vormden, brachten geen rechten voor vrouwen mee. Integendeel, omdat vrouwen niet als volwaardige staatsburgers werden beschouwd, werd zelfs veelal niet uitdrukkelijk bepaald dat stemrecht en andere politieke rechten niet voor hen waren bedoeld. Dat sprak vanzelf. Met algemeen stemrecht werd steeds algemeen mannenkiesrecht bedoeld.
Pas onder druk van de vrouwenbeweging en andere ijveraars voor gelijkberechtiging van man en vrouw, maar soms ook omwille van louter politieke overwegingen, werd het vrouwenkiesrecht vrijwel in alle landen geleidelijk ingevoerd. 

## Nederland

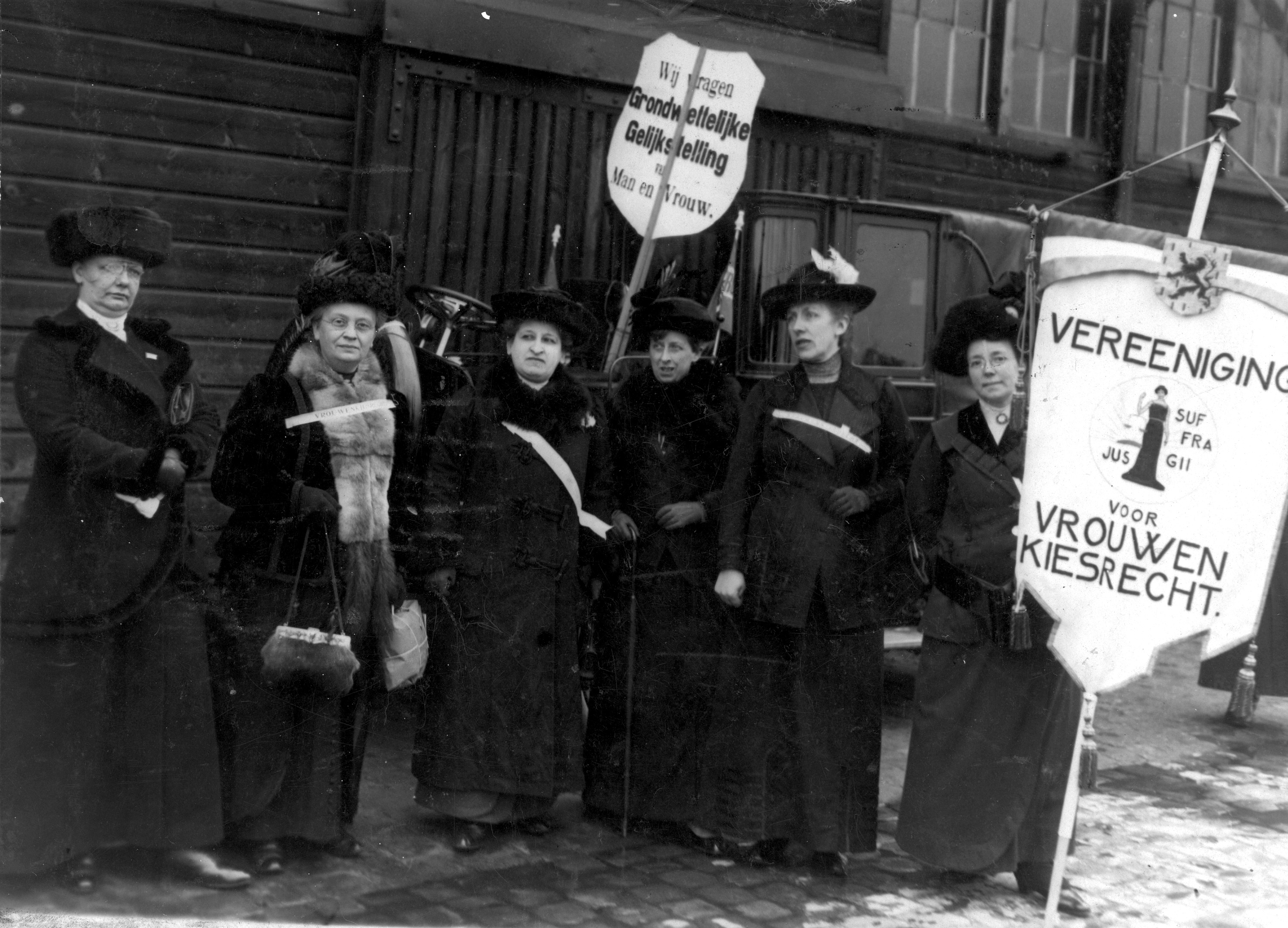
Demonstratie voor vrouwenkiesrecht (Amsterdam, 1914)

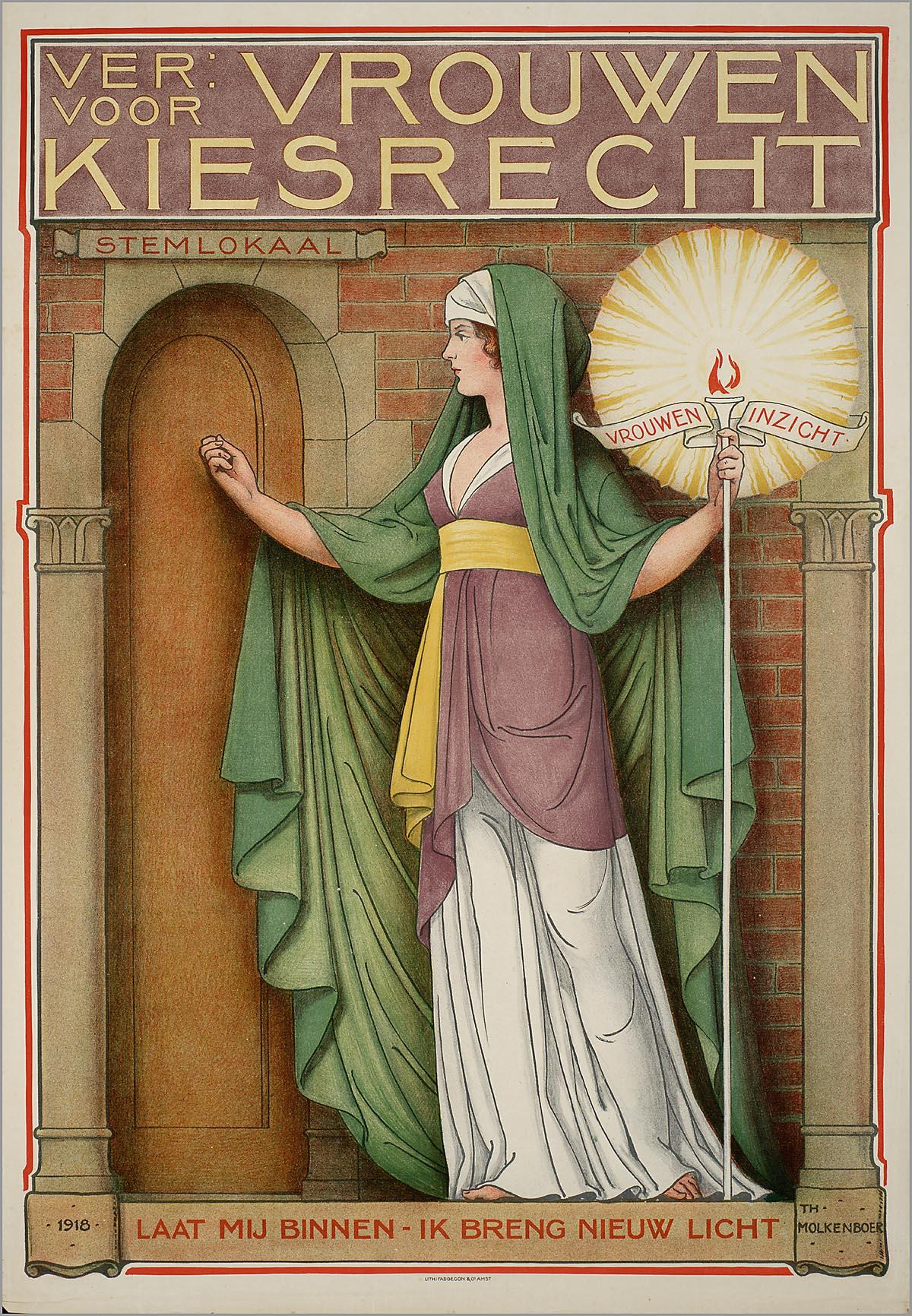
Poster uit 1918, ontworpen door Theo Molkenboer

Hoewel volgens de Grondwet vrouwen niet formeel uitgesloten waren, mochten tot het begin van de 20e eeuw in Nederland alleen mannen - als ze voldeden aan bepaalde (inkomens)eisen - stemmen. In 1883 wilde arts en feminist Aletta Jacobs zich op de kieslijst van Amsterdam laten zetten, zodat ook zij kon stemmen bij verkiezingen. Dit verzoek werd door het college van B&W afgewezen met de woorden (..) adressante moge zich dan al beroepen op de letter der Wet, volgens den Geest onzer Staatsinstellingen is aan de vrouw geen kiesrecht of stemrecht verleend. Haar vordering werd door de rechter afgewezen, hetgeen in cassatie werd bevestigd door de Hoge Raad. In Nederland volgde - vergelijkbaar met de gebeurtenissen in veel andere landen overal op de wereld - een strijd voor vrouwenkiesrecht die door vrouwen en mannen gevoerd werd.
Bij de grondwetswijziging van 1917 werd het passief kiesrecht voor zowel vrouwen als mannen ingevoerd. Maar het actief kiesrecht werd alleen opengesteld voor mannen, zij het dat de Grondwet het mogelijk maakte dat de wet het actief kiesrecht ook uitbreidde tot vrouwen. In 1918 werd Suze Groeneweg voor de SDAP als eerste vrouw in de Tweede Kamer gekozen. In september 1918 diende het vrijzinnig-democratische Kamerlid Hendrik Pieter Marchant een initiatiefwet in tot instelling van actief kiesrecht voor vrouwen, de 'Wet Marchant'. Onder druk van revolutionaire bewegingen werd deze wet in 1919 aangenomen in Nederland. Deze wet trad in werking op 28 september 1919. Vanaf deze datum heeft Nederland dus het algemeen kiesrecht voor mannen en vrouwen. De eerste vrouw die in Nederland van haar actieve stemrecht gebruik maakte was Maria Elisabeth (Elise) Spauwen-Schrijnemakers (Gronsveld, 10 september 1876 - aldaar, 26 november 1941). Als echtgenote van burgemeester Hubert Spauwen van de gemeente Gronsveld (Limburg) bracht zij op zaterdag 15 mei 1920 bij de gemeenteraadsverkiezingen van Gronsveld als eerste vrouw haar stem uit. Het waren tussentijdse gemeenteraadsverkiezingen in verband met toevoeging van (delen van) omliggende dorpen aan de stad Maastricht.
Bij de Tweede Kamerverkiezingen van 1922 konden alle vrouwen in Nederland gebruikmaken van het actieve kiesrecht; daarmee werd de Tweede Kamer voor het eerst in de geschiedenis een volksvertegenwoordiging, want samengesteld op basis van algemeen kiesrecht. Het algemeen kiesrecht voor vrouwen en mannen werd met de grondwetswijziging van 1922 in de Grondwet opgenomen.
Het vrouwenkiesrecht werd in Nederland bevorderd door de Vereeniging voor Vrouwenkiesrecht 1894-1920, die was opgericht door Wilhelmina Drucker, Annette Versluys-Poelman en Aletta Jacobs en door de Nederlandsche Bond voor Vrouwenkiesrecht van 1907-1920 met Elisabeth Carolina van Dorp, Clara Wichmann, Esther Welmoet Wijnaendts Francken-Dyserinck en Eduard Fokker.
In 1948 werd na een nieuwe staatsregeling werd in 1948 ook in het gebiedsdeel Curaçao het woord 'mannelijk' geschrapt uit de Kieswet en het algemeen kiesrecht voor vrouwen in het Caribisch deel van het Koninkrijk ingevoerd.
In Nederland was alleen de SGP nog tot 2013 tegen het passief vrouwenkiesrecht.

## België
In België waren onder andere Marie Popelin en Emilie Claeys voorvechtsters van het vrouwenstemrecht.
Toen het Belgische parlement in 1891 discussieerde over de invoering van een vorm van algemeen stemrecht, meende de katholieke regeringsleider Auguste Beernaert dat, als iedereen zou mogen stemmen, er geen reden was om het stemrecht aan vrouwen te weigeren. Langzamerhand begonnen sommige katholieke politici te spreken van vrouwenstemrecht als tegeneis voor de voortdurend eis van de linkerzijde voor zuiver algemeen (mannen)stemrecht. De liberalen waren in grote meerderheid tegen vrouwenstemrecht, de socialisten waren in principe voor, maar wilden het in de praktijk toch niet meteen invoeren. De argumenten waren dezelfde: de vrouwen stonden te veel onder de invloed van de clerus, zodat gevreesd werd dat hun stem de katholieke partij zou versterken.
Na de Eerste Wereldoorlog kwam de zaak ter sprake toen onder de druk van de socialisten in allerijl het algemeen enkelvoudig stemrecht werd ingevoerd, zonder dat de grondwet was aangepast. Vrouwen werden nog steeds uitgesloten door de wet van 9 mei 1919, maar er waren enkele uitzonderingen om oorlogsopofferingen te honoreren: niet-hertrouwde weduwen en moeders van gesneuvelde soldaten of burgers kregen stemrecht voor het leven, evenals vrouwen die om vaderlandslievende redenen tot gevangenis waren veroordeeld of in voorhechtenis hadden gezeten.
Voor de gemeenteraadsverkiezingen voerde de wet van 15 april 1920 stemplicht in voor vrouwen, met uitzondering van geregistreerde prostituees en veroordeelde overspeligen. Een poging om het vrouwenstemrecht ook bij provincieraadsverkiezingen in te voeren, mislukte. Wel werd de stemregeling voor "oorlogsheldinnen" overgenomen. Vrouwen kregen ook het recht zich verkiesbaar te stellen voor het parlement.
Vooral de liberalen bleven zich tegen algemeen vrouwenstemrecht verzetten. Bij de grondwetsherziening die in 1921 de situatie rond het enkelvoudig stemrecht regulariseerde, pleitten de katholieken, in de eerste plaats de zeer conservatieve voorman Charles Woeste, voor algemeen vrouwenstemrecht. Er werd toen een compromis gevonden, in de zin dat de invoering van vrouwenstemrecht kon worden ingevoerd door een bijzondere wet, die met 2/3-meerderheid moest worden goedgekeurd, en niet meer door de lastige procedure van een grondwetsherziening. Ook werd het ingevoerde stemrecht van oorlogsheldinnen grondwettelijk verankerd.
Het zou tot 1948 duren voor een coalitie van christendemocraten en socialisten door een bijzondere wet het stemrecht voor vrouwen bij alle verkiezingen realiseerde. De wet van 27 maart 1948 gaf vrouwen stemrecht bij de wetgevende verkiezingen en de wet van 26 juli 1948 ook bij de provinciale verkiezingen. De eerste parlementsverkiezingen waar vrouwen konden stemmen vonden op 26 juni 1949 plaats.
Omdat het vrouwenstemrecht niet zorgde voor een vervrouwelijking van het parlement, werden vanaf 1994 politieke seksequota ingevoerd.

## Duitsland
Op 12 november 1918 verkondigde de revolutionaire leiding (Rat der Volksbeauftragten) het actief en passief kiesrecht ook voor vrouwen. Mannen mochten al sinds 1848/1867 stemmen. Een verordening volgde op 30 november.
De eerstvolgende nationale verkiezing was de verkiezing voor de Nationale Vergadering op 19 januari 1919. Het kiesrecht voor vrouwen en mannen, bij alle verkiezingen, werd in de grondwet van Weimar (op 11 augustus) vastgesteld. In sommige deelstaten werd echter al eerder gestemd. Marianne Weber was de eerste vrouw die een redevoering in een Duits parlement hield, namelijk in de grondwetgevende vergadering van Baden, op 15 januari 1919.
Na 1933 verloren de vrouwen door de nationaalsocialisten het passief kiesrecht: ze mochten zich niet meer kandidaat stellen. In 1935 verloren de Joodse vrouwen, door de Neurenbergse wetten, ook het actief kiesrecht, waardoor ze ook geen stem meer uit mochten brengen. Het algemene kiesrecht voor mannen en vrouwen werd na het einde van de Tweede Wereldoorlog in 1945 weer hersteld en werd ook opnieuw vastgelegd in de Grondwet van Bonn (1949).

## Frankrijk
Vanaf de restauratie in 1815 kende Frankrijk het stemrecht voor mannen die voldoende belasting betaalden en niet in militaire dienst waren. Vele wetsvoorstellen voor vrouwenkiesrecht werden ingediend bij het Frans Parlement in het begin van de twintigste eeuw, maar deze voorstellen werden geblokkeerd door de Franse senaat.
In 1943, tijdens de Tweede Wereldoorlog, werd in Algiers een voorlopig Frans parlement geïnstalleerd. In een voorgestelde wet over de organisatie van de staat na de bevrijding, waarover op 23 maart 1944 werd gestemd en die op 21 april 1944 werd bekrachtigd, werd het vrouwenkiesrecht geregeld.

## Tijdslijn
| Tijdslijn van het internationale vrouwenkiesrecht | Tijdslijn van het internationale vrouwenkiesrecht |
| Datum                                             | gebeurtenissen |
| ------------------------------------------------- | --- |
| 1881                                              | Sommige Schotse vrouwen krijgen stemrecht in lokale verkiezingen. |
| 1883                                              | Aletta Jacobs verzoekt het college van B&W van Amsterdam om haar op de kiezerslijst te plaatsen. Volgens haar voldeed zij aan alle wettelijke eisen. Hoewel de grondwet het kiesrecht aan meerderjarige Nederlanders met een bepaald inkomen toekende, stelde de Hoge Raad dat "Nederlander en ingezetenen alleen slaat op de mannen, anders ware dit afzonderlijk vermeld'. |
| 1893                                              | Nieuw-Zeeland geeft vrouwen stemrecht. |
| 1894                                              | Engeland breidt het kiesrecht van vrouwen uit, maar vrouwen mogen niet meestemmen in nationale verkiezingen. |
| 1902                                              | Australische vrouwen krijgen beperkt kiesrecht. |
| 1906                                              | In Finland krijgen vrouwen het recht te stemmen. |
| 1907                                              | Vrouwen in Noorwegen mogen zich verkiesbaar stellen. |
| 1913                                              | In Noorwegen krijgen vrouwen volledig kiesrecht. |
| 1915                                              | In Denemarken en IJsland krijgen vrouwen stemrecht. |
| 1917                                              | De nieuwe Russische grondwet staat vrouwenkiesrecht toe. |
| 1917                                              | In Nederland krijgen vrouwen het passief kiesrecht oftewel het recht gekozen te worden. |
| 1918                                              | In Engeland krijgen vrouwen van 30 jaar en ouder kiesrecht, mannen krijgen kiesrecht als ze ouder dan 21 zijn. |
| 1918                                              | Canadese vrouwen krijgen kiesrecht voor het provinciaal bestuur. |
| 1918                                              | In Duitsland en Oostenrijk mogen vrouwen stemmen. |
| 1918                                              | Vrouwen krijgen kiesrecht in Litouwen, Polen, Estland en Letland. |
| 1918                                              | Vrouwen krijgen actief en passief kiesrecht in de Democratische Republiek Georgië. |
| 1919                                              | Vrouwen in Nederland krijgen het actief kiesrecht. |
| 1919                                              | Vrouwen in Luxemburg en Oekraïne krijgen kiesrecht. |
| 1919                                              | Azerbeidzjan geeft vrouwen het kiesrecht op 21 juli 1919. |
| 1919                                              | In Nieuw-Zeeland mogen vrouwen gekozen worden. |
| 1919                                              | In Zweden krijgen vrouwen beperkt stemrecht. |
| 1920                                              | Vrouwen krijgen in alle staten van Verenigde Staten stemrecht, al wordt daar pas in 1965 de Voting Rights Act van kracht, waarmee een eind kwam aan raciale belemmeringen |
| 1920                                              | Vrouwen in Albanië, Tsjechië en Slowakije krijgen kiesrecht. In België krijgen vrouwen gemeentelijk kiesrecht. |
| 1920                                              | Canadese vrouwen mogen zich verkiesbaar stellen. |
| 1921                                              | Vrouwen in Zweden krijgen volledig kiesrecht. |
| 1921                                              | Armenië geeft vrouwen kiesrecht. |
| 1925                                              | In Newfoundland krijgen vrouwen het recht te stemmen. |
| 1928                                              | Vrouwen in het Verenigd Koninkrijk krijgen kiesrecht gelijk aan dat van mannen. Hiermee waren er 5 miljoen meer kiezers en bij de eerstvolgende verkiezingen in 1929 vormen vrouwen 52,7% van het electoraat. |
| 1928                                              | In Ecuador en Guyana krijgen vrouwen stemrecht. |
| 1930                                              | Turkse vrouwen krijgen het recht te stemmen. |
| 1930                                              | Blanke vrouwen in Zuid-Afrika krijgen stemrecht. |
| 1931                                              | In Spanje krijgen vrouwen volledig kiesrecht. |
| 1932                                              | Uruguay, Thailand en de Malediven. |
| 1934                                              | Cuba en Brazilië. |
| 1934                                              | In Turkije mogen vrouwen zich verkiesbaar stellen. |
| 1934                                              | In Portugal krijgen vrouwen beperkt kiesrecht. |
| 1937                                              | Op de Filipijnen krijgen vrouwen stemrecht. Vrouwen in de Nederlandse Antillen en Suriname mogen zich verkiesbaar stellen. |
| 1938                                              | Vrouwen in Bolivia krijgen kiesrecht. |
| 1938                                              | Oezbeekse vrouwen krijgen het recht te stemmen. |
| 1939                                              | El Salvador. |
| 1941                                              | Panama geeft vrouwen beperkt stemrecht. |
| 1942                                              | Bulgarije en Jamaica. |
| 1944                                              | Frankrijk. |
| 1945                                              | Indonesië, Italië, Hongarije, Japan, Joegoslavië, Senegal en Ierland. |
| 1946                                              | Palestina, Kenia, Liberia, Kameroen, Korea, Guatemala, Panama, Roemenië, Venezuela en Vietnam. |
| 1947                                              | China, Nepal, Pakistan, Singapore en Argentinië. |
| 1947                                              | Mexico. |
| 1948                                              | Israël, Irak, Korea, en Nigeria. Vrouwen in de Nederlandse Antillen en Suriname, die al eerder passief kiesrecht hadden, krijgen stemrecht. België, dat vrouwen al eerder gemeentelijk stemrecht had gegeven, geeft vrouwen volledig kiesrecht. |
| 1949                                              | Bosnië en Herzegovina. |
| 1949                                              | China en Costa Rica. |
| 1949                                              | Vrouwen in Chili krijgen kiesrecht, maar moeten gescheiden van mannen stemmen. |
| 1950                                              | India, Haïti en Barbados. |
| 1950                                              | Canada. |
| 1951                                              | Nepal en Grenada. |
| 1952                                              | Griekenland, Libanon en Bolivia. |
| 1953                                              | In Mexico mogen vrouwen zich verkiesbaar stellen. |
| 1953                                              | Hongarije. |
| 1953                                              | Bhutan en Syrië verlenen vrouwen volledig kiesrecht. |
| 1954                                              | Ghana, Colombia en Belize geven vrouwen kiesrecht. |
| 1955                                              | Cambodja, Ethiopië, Peru, Honduras en Nicaragua stellen kiesrecht voor vrouwen in. |
| 1956                                              | Vrouwen krijgen kiesrecht in Egypte, Somalië, Comoren, Mauritius, Mali en Benin. |
| 1957                                              | Maleisië breidt het vrouwenkiesrecht uit. |
| 1957                                              | In Zimbabwe mogen vrouwen voortaan stemmen. |
| 1959                                              | Madagaskar en Tanzania geven vrouwen kiesrecht. |
| 1959                                              | San Marino staat vrouwen toe te stemmen. |
| 1960                                              | Vrouwen op Cyprus, in Gambia en in Tonga krijgen stemrecht. |
| 1960                                              | Canadese vrouwen mogen zich verkiesbaar stellen. |
| 1961                                              | Burundi, Malawi, Paraguay, Rwanda en Sierra Leone voeren vrouwenkiesrecht in. |
| 1961                                              | Vrouwen op de Bahama's krijgen beperkt kiesrecht. |
| 1961                                              | Vrouwen in El Salvador kunnen zich voortaan verkiesbaar stellen. |
| 1962                                              | Algerije, Monaco, Uganda en Zambia geven vrouwen kiesrecht. |
| 1962                                              | In Australië krijgen vrouwen volledig kiesrecht. |
| 1963                                              | Vrouwen in Marokko, Congo, Iran en Kenia krijgen stemrecht. |
| 1964                                              | Soedan voert kiesrecht voor vrouwen in. |
| 1964                                              | Op de Bahama's wordt volledig kiesrecht voor vrouwen ingevoerd. |
| 1965                                              | Vrouwen krijgen kiesrecht in Afghanistan, Botswana en Lesotho. |
| 1967                                              | Ecuador voert volledig kiesrecht in. |
| 1968                                              | Volledig kiesrecht voor vrouwen ingevoerd in Swaziland. |
| 1970                                              | Jemen voert kiesrecht in. |
| 1971                                              | Zwitserland voert vrouwenkiesrecht in en de Verenigde Staten verlagen de kiesgerechtigde leeftijd voor zowel mannen als vrouwen naar 18 jaar. |
| 1972                                              | Bangladesh verleent vrouwen kiesrecht. |
| 1973                                              | Vrouwen in Bahrein krijgen volledig kiesrecht. |
| 1973                                              | Vrouwen mogen zich verkiesbaar stellen in San Marino. |
| 1974                                              | Jordanië en de Salomonseilanden breiden het vrouwenkiesrecht uit. |
| 1975                                              | Angola, Kaapverdië en Mozambique geven vrouwen stemrecht. |
| 1976                                              | Portugal voert volledig kiesrecht voor vrouwen in. |
| 1978                                              | Moldavië voert volledig kiesrecht in. |
| 1978                                              | Vrouwen in Zimbabwe mogen zich verkiesbaar stellen. |
| 1979                                              | Vrouwen op de Marshalleilanden en Micronesië krijgen volledig stemrecht. |
| 1980                                              | Iran geeft vrouwen (opnieuw) stemrecht. |
| 1984                                              | Volledig kiesrecht voor vrouwen in Liechtenstein. |
| 1984                                              | In Zuid-Afrika wordt het kiesrecht uitgebreid voor gekleurden en Indiërs. |
| 1986                                              | De Centraal-Afrikaanse Republiek voert vrouwenkiesrecht in. |
| 1990                                              | Vrouwen op Samoa krijgen volledig kiesrecht. |
| 1993                                              | Vrouwen in Kazachstan krijgen volledig kiesrecht. |
| 1994                                              | Zwarte vrouwen krijgen volledig kiesrecht in Zuid-Afrika. |
| 2005                                              | Het parlement van Koeweit geeft vrouwen volledig kiesrecht. |
| 2015                                              | In Saudi-Arabië krijgen vrouwen stemrecht. |

## Chronologie

### Pioniersstaten en -gebieden (voor de 20e eeuw)
Voor de 20e eeuw zouden enkele landen gedeeltelijk of tijdelijk kiesrecht geven aan vrouwen:
- Het koninkrijk Frankrijk, voor de consulaire verkiezingen (stadsbestuur) sinds hun ontstaan (in sommige regio's vanaf de 12e eeuw) en voor de Staten-Generaal sinds de 14e eeuw. Deze instelling werd stilzwijgend afgeschaft in 1791;[13]
- Zweden tussen 1718 en 1771, vervolgens gedeeltelijk vanaf 1862;[14]
- Nieuw-Zeeland nam het algemeen stemrecht aan in 1893, dat alle vrouwen (inclusief Maori) toeliet te stemmen tijdens de verkiezingen datzelfde jaar. Nieuw-Zeeland werd hierdoor het eerste land dat definitief het kiesrecht aan vrouwen toekende, maar de Nieuw-Zeelandse vrouwen moesten toch nog tot 1919 wachten voordat zij ook het recht kregen om zich kandidaat te stellen voor een politiek ambt.[15]

Voor 1900 waren er nog een hele reeks andere territoriale, subnationale, niet staatse of niet erkende entiteiten die een zekere vorm van vrouwenkiesrecht kenden:
- De Corsicaanse Republiek tussen 1755 en 1769 (Pasquale Paoli);[16]
- De staat New Jersey (Verenigde Staten van Amerika) van 1776 tot 1807;
- Beneden-Canada (Britse koloniale provincie die gedeeltelijk overeenkomt met de huidige Canadese provincie Quebec en de regio Labrador), vanaf 1791, ingeperkt in 1834 en uiteindelijk ingetrokken in 1849;[17]
- De Pitcairneilanden (een overzees gebiedsdeel onder soevereiniteit van het Verenigd Koninkrijk) in 1838;
- De Mormoonse State of Deseret (1847) (werd Utah in 1850);
- De provincie Vélez (Colombia) van 1853 tot haar integratie in de Soevereine Staat Santander in 1857;[18]
- Het Territory of Wyoming (Verenigde Staten van Amerika) in 1869;[19]
- Man (een overzees gebiedsdeel onder soevereiniteit van het Verenigd Koninkrijk) in 1881;[20]
- Colorado (Verenigde Staten van Amerika) in 1893;[21]
- De Cookeilanden (Brits protectoraat) in 1893.[22]
- Zuid-Australië (autonome Britse kolonie) vanaf 1894. In 1895 zou Zuid-Australië het eerste territorium ter wereld zijn dat vrouwen toestond kandidaat te zijn tijdens de parlementsverkiezingen (al zou de eerste vrouwelijke kandidate zich pas in 1918 aandienen);[23]
- Utah en Idaho (Verenigde Staten van Amerika) in 1896.

### Chronologie sinds 1900

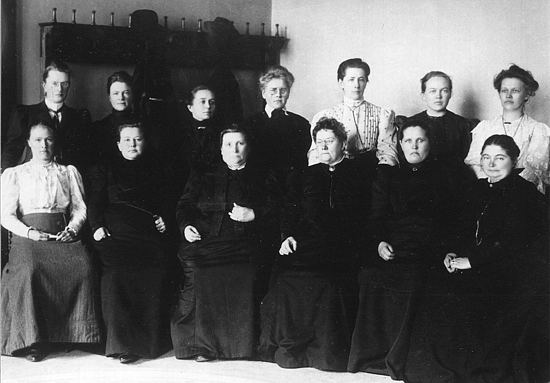
Dertien van de negentien verkozen vrouwen in het Finse parlement

Het stemrecht is langzamerhand toegekend aan vrouwen in de meerderheid van landen vanaf het begin van 20e eeuw (niet uitputtende lijst na 1940) :
- 1901: Australië zal, als gevolg van zijn unificatie en onafhankelijkheid, de stem- en opkomstrechten voor vrouwen, voorheen bekomen in Zuid-Australië, uitbreiden naar zijn gehele territorium (voor het eerst in voege tijdens de federale verkiezingen van 1902), met uitzondering van Tasmanië (1903).[24] Hierbij moet evenwel worden opgemerkt dat deze rechten enkel voor blanke vrouwen golden, de Aboriginalvrouwen waren hier - net zoals de Aboriginalmannen trouwens - van uitgesloten.[25] Vier vrouwen stelden zich kandidaat tijdens de Australische federale parlementsverkiezingen van 1903, maar geen enkel van hen werd verkozen.[26]
- 1906: Finland neemt het algemeen stemrecht aan, zonder enige beperkingen op basis van geslacht, sociale status of ras, voor de verkiezing van het parlement (waarbij iedereen die mocht stemmen ook verkiesbaar was), het algemeen stemrecht werd in dat jaar eveneens aangenomen in de Nieuwe Hebriden (id.);[27] De Finse parlementsverkiezingen 1907 zijn de eerste ter wereld waar vrouwen (negentien) als vertegenwoordigers worden verkozen.[28]
- 11 juni 1913: Noorwegen;[29]
- Tijdens de Eerste Wereldoorlog, waren de vrouwen van Manitoba (provincie in Canada) die met een soldaat of marinier waren getrouwd de eerste Canadese vrouwen die over stemrecht beschikten, een recht dat ze, op zijn minst in theorie, slechts uitoefenden in naam van hun echtgenoot;
- 1915: Denemarken (inclusief IJsland);[30]
- 1918:[31]
  - Georgië: zowel passief als actief kiesrecht werd in 1918 ingevoerd onder de mensjewistische regering. Dit werd voor het eerst toegepast tijdens lokale verkiezingen in 1918. Een moslimvrouw werd verkozen die daarmee de eerste democratisch gekozen moslima in de wereld zou zijn geweest.[32] In februari 1919 vonden de eerste parlementsverkiezing in de Democratische Republiek Georgië plaats, die tevens voor vrouwen opengesteld was, zowel als kandidaat als kiesrecht. Er werden vijf vrouwen in het parlement verkozen, waaronder Kristine Sjarasjidze en Eleonora Ter-Parsegova-Machviladze.
  - Hongarije: de regering Kàrolyi kende stemrecht toe aan vrouwen vanaf 24 jaar;
  - Canada (op federaal niveau, de provincie hadden reeds vrouwenstemrecht erkend op provinciaal niveau tussen 1916 en 1922 maar enkel in 1940 werd dit ook toegekend in Quebec),[33] hoewel Inuit- en Indiaanse vrouwen hiervan waren uitgesloten,[31]
  - Verenigd Koninkrijk van Groot-Brittannië en Ierland (vanaf 30 jaar, totdat dit in 1928 werd gelijkgetrokken met dat van mannen, namelijk 21 jaar),
  - Sovjet-Rusland (de Sovjet-Unie werd pas in 1922 opgericht), en Polen (28 november 1918); Suffragettes met een stakingspiket aan de omheining van het Witte Huis (januari 1917)
  - Oostenrijk, 1 november 1918

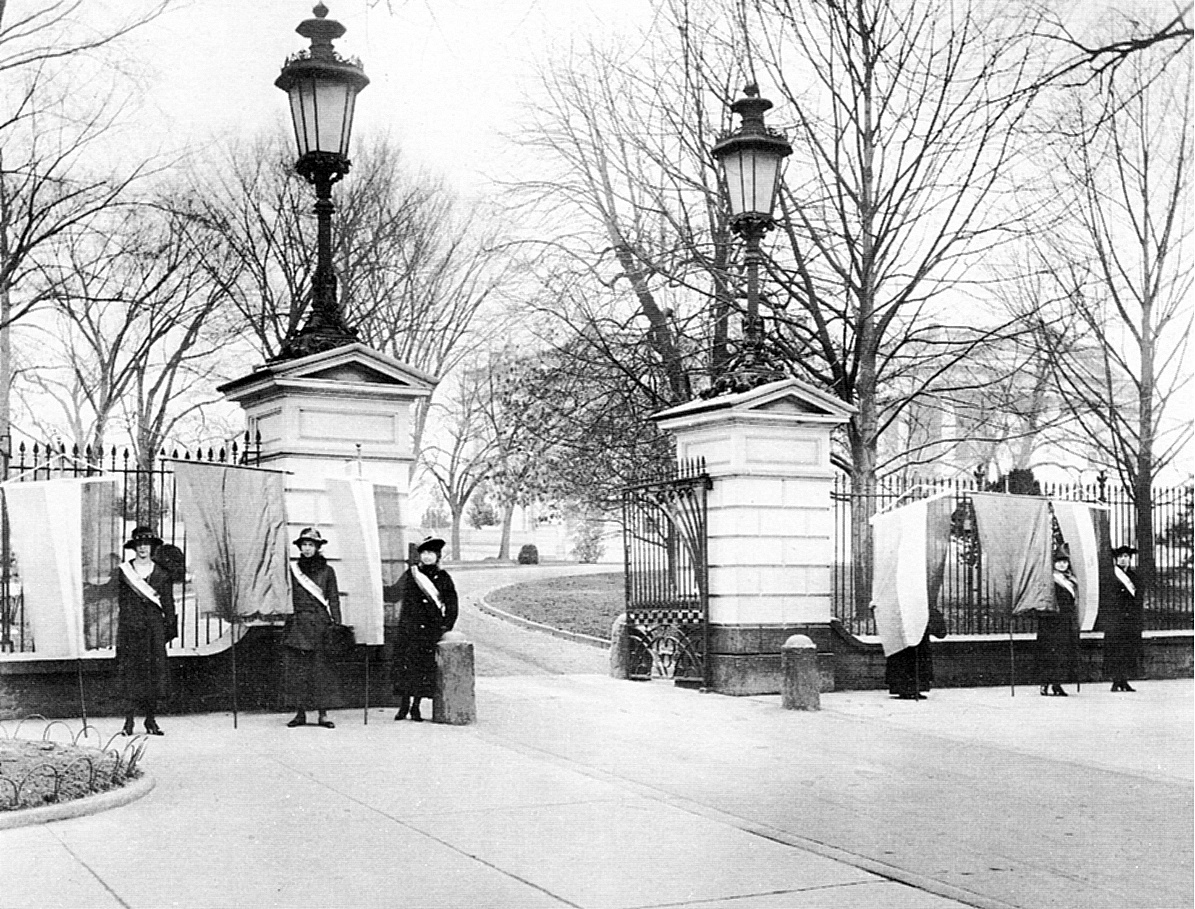
Suffragettes met een stakingspiket aan de omheining van het Witte Huis (januari 1917)

  - Duitsland (Weimarrepubliek), 30 november 1918[34]
- 1919:[31]
  - Verenigde Staten van Amerika: beperkt stemrecht door het Amendement XIX van de Grondwet van de Verenigde Staten, voorgesteld op 4 juni 1919 en geratificeerd op 18 augustus 1920, in 1965 uitgebreid met de Voting Rights Act.
  - Nederland (konden zich wel al verkiesbaar stellen vanaf 1917),[35]
  - Azerbeidzjan, zowel stemrecht als het recht zich verkiesbaar te stellen werd op 21 juli 1919 ingevoerd. Het was daarmee het eerste islamitische land dat dit deed.[36]
  - Luxemburg,
  - België (voor de gemeenteraadsverkiezingen);
  - Oekraïne;
  - Wit-Rusland;
  - opnieuw in Zweden, nu op definitieve wijze (met de eerste verkiezingen waar dit van kracht was in 1921),[14]
  - in Nieuw-Zeeland wordt het stemrecht, reeds in 1893 verkregen, aangevuld met het recht zich verkiesbaar te stellen;
- 1920:[31]
  - Albanië;
  - in Canada wordt het stemrecht aangevuld met het recht zich verkiesbaar te stellen;
  - IJsland, laat de beperkingen vallen;
  - Tsjecho-Slowakije;
- 1921:[37]
  - Armenië
  - België, vrouwen krijgen onder bepaalde voorwaarden het recht zich verkiesbaar te stellen;
- 1922: Ierse Vrijstaat, vanaf 21 jaar, net zoals de mannen;[38]
- 1924:[39]
  - Kazachstan, zowel stemrecht als het recht zich verkiesbaar te stellen;
  - Mongolië, zowel stemrecht als het recht zich verkiesbaar te stellen;
  - Saint Lucia, zowel stemrecht als het recht zich verkiesbaar te stellen;[40]
  - Tadzjikistan, zowel stemrecht als het recht zich verkiesbaar te stellen;
- 1926:
  - India[41] (gedeeltelijk),
  - Libanon (gedeeltelijk);[42]
- 1927: Uruguay (vrouwen mochten uitzonderlijk stemmen bij een lokale volksraadpleging in Cerro Chato);[43];
- 1928:[44]
  - Groot-Brittannië;
  - Ierse Vrijstaat, geen restricties meer;
- 1929:[44]
  - Ecuador, onder voorwaarden;
  - Roemenië, onder voorwaarden;
- 1930:[44]
  - Zuid-Afrika (voor blanke vrouwen)[41] (gedeeltelijk);
  - Turkije (stemrecht tijdens de gemeenteraadsverkiezingen[45]; wet gestemd op 6 december 1929[46]),
  - Griekenland (gemeenteraadsverkiezingen);[47]
- 1931:[44]
  - Sri Lanka, zowel stemrecht als het recht zich verkiesbaar te stellen;
  - Spanje, tot 1939 enkel voor vrouwen met een diploma secundair onderwijs[41], vervolgens verloren vrouwen weer dit recht tot aan het herstel van de democratie in 1975[48];
  - Chili, onder voorwaarden;
  - Portugal, onder voorwaarden;

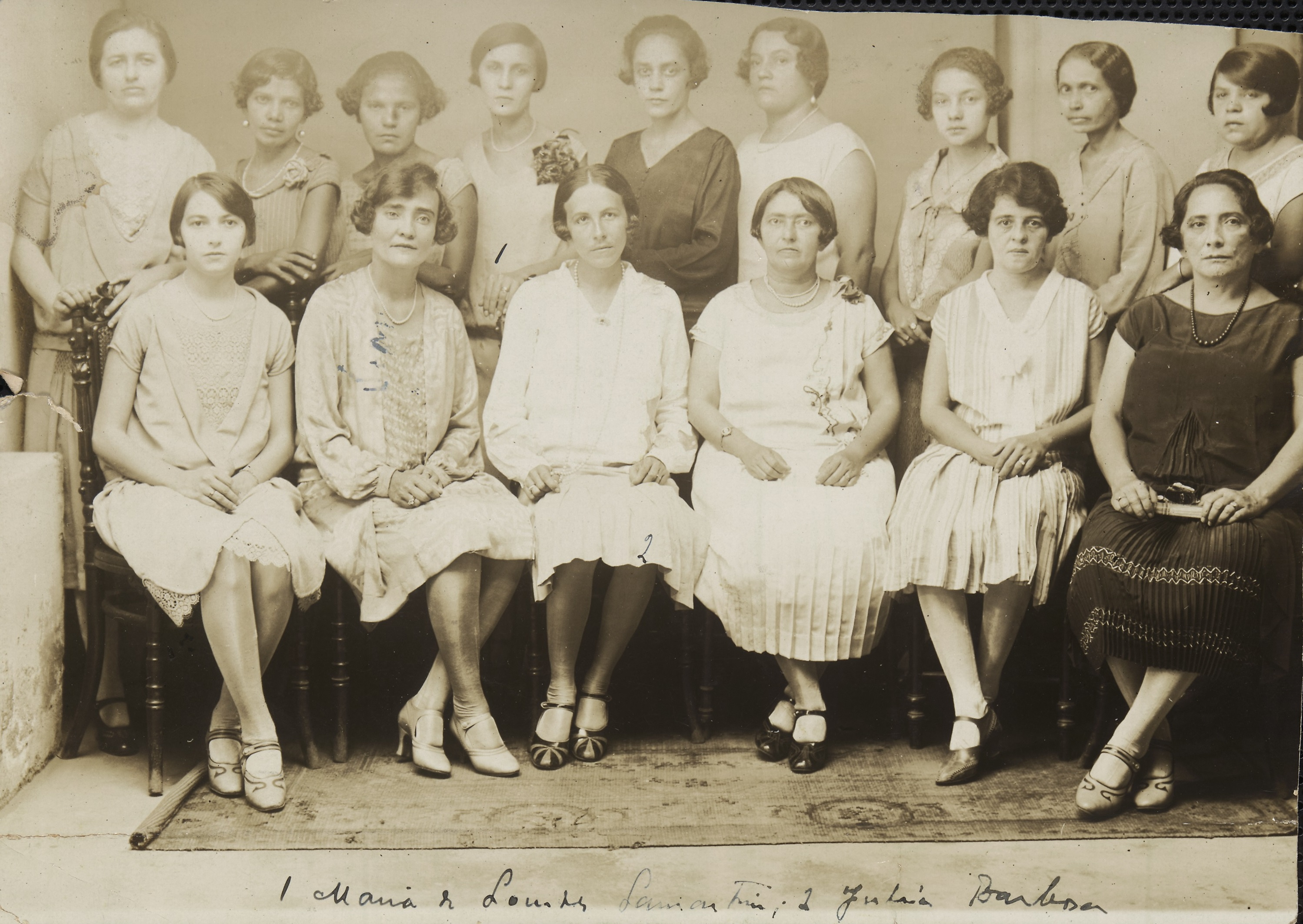
Eerste kiezers in Brazilië, Rio Grande do Norte, 1928.

- Eerste kiezers in Brazilië, Rio Grande do Norte, 1928.1932: Thailand, Malediven, Uruguay[49], Brazilië[50] ;
- 1934: Cuba, Turkije (droit de vote étendu et éligibilité)[45] ;
- 1935: Myanmar, Filipijnen (sur l’avis d’un référendum réservé aux femmes qui récolte 95 % de oui) ;
- 1936: Catalonië (voor het lokale bestuur van de Generalitat){{Refnec}}
- 1937: Nederlandse Antillen en Suriname krijgen passief vrouwenkiesrecht;
- 1938: Roemenië en Bulgarije;
- 1939: Salvador;
- 1940: provinciale verkiezingen in Quebec, onder druk van de feministische beweging onder leiding van Thérèse Casgrain[51]: les Québécoises peuvent voter, 24 ans après les Manitobaines, qui furent les premières au Canada à avoir ce droit[52];
- 1942: Dominicaanse Republiek;
- 1944: Frankrijk;
- 1945: Joegoslavië;
- 1945: Italië;
- 1945: Japan;
- 1946: Spanje (voor getrouwde vrouwen);[41]
- 1947: Argentinië en Venezuela ;
- 1948: België (in 1920 was het slechts voor de gemeenteraadsverkiezingen erkend);
- 1948: Israël (Het wordt toegekend aan vrouwen vanaf de onafhankelijkheidsverklaring uitgesproken door David Ben-Gurion) ;
- 1948: In de Nederlandse Antillen en Suriname wordt het passief kiesrecht, reeds verkregen in 1937, aangevuld met het recht om te stemmen. Algemeen vrouwenkiesrecht op de Nederlandse Antillen;
- 1949: Chili;[53]
- 1950: Haïti (De vrouwen dankten dit recht aan hun strijd hiervoor. Dit recht zou pas echt in werking treden in 1957);[54]
- 1952: Libanon (tot in 1957 voorbehouden voor vrouwen met een diploma lager onderwijs)[55], Griekenland, Bolivia[56] en India (waar het vrouwenkiesrecht aan bepaalde specificaties is onderworpen in tegenstelling tot dat van mannen);
- 1953: Mexico ;
- 1954: Colombia (op 25 augustus),[57] Pakistan en Syrië ;
- 1955: Peru en Egypte;
- 1957: Tunesië;
- 1958: Frans-Algerije;[58]
- 1959: Zwitserland (Vaud (kanton), het eerste Zwitsers kanton, op kantonaal niveau, gestemd door het mannelijke kiespubliek, zie ook: vrouwenkiesrecht in Zwitserland);
- 1960: Tonga[59] en Marokko[60];
- 1961: Paraguay;
- 1962: Monaco;
- 1963: Afghanistan, Iran;
- 1965: Verenigde Staten van Amerika: stemrecht zonder enige restrictie (Voting Rights Act van 1965), in 2006 voor 25 jaar verlengd.
- 1971: Zwitserland, het enige land ter wereld waar het vrouwenstemrecht werd goedgekeurd door het mannelijke kiespubliek (vgl. Vrouwenkiesrecht in Zwitserland) en Spanje (algemeen[41]) ;
- 1974: Portugal;[61]
- 1984: Liechtenstein;
- 1984: Zuid-Afrika (voor metissevrouwen);[41]
- 1990: Samoa (eveneens de invoering van algemeen stemrecht voor mannen),[62] Zwitserland (Appenzell Innerrhoden, het laatste kanton dat dit op kantonaal niveau zou invoeren, door een beslissing van de federale rechtbank);
- 1994: Zuid-Afrika (voor zwarte vrouwen);[41]
- 1999: Qatar;
- 2002: Bahrein;
- 2003: Oman;
- 2005: Koeweit;
- 2006: Verenigde Arabische Emiraten (beperkt stemrecht tot in 2010) ;
- 2007-2008: Bhutan;
- 2011: Saoedi-Arabië.[63]

Twee landen kennen geen vrouwenstemrecht om particuliere reden:
- Brunei: men heeft geen verkiezingen, waardoor vrouwen én mannen beiden geen stemrecht hebben;
- Vaticaan: de toegang tot het kiescollege (conclaaf) is voorbehouden voor kardinalen en daar de Katholieke Kerk geen vrouwen tot priester wijdt, hebben zij de facto geen stemrecht.

### Internationale initiatieven
- 1903: oprichting van de International Woman Suffrage Alliance, die wordt voorgezeten door de Amerikaanse feministe Carrie Chapman Catt.[41]
- 1910: ten tijde van de tweede internationale conferentie van socialistische vrouwen in Kopenhagen, stelde de Duitse feministe Clara Zetkin de oprichting van een "internationale dag van de vrouwen" voor, een jaarlijks terugkerende protestdag om te pleiten voor het recht te stemmen, de gelijkheid tussen de geslachten en het socialisme. Dit initiatief zou uiteindelijk uitgroeien tot de Internationale Vrouwendag, die elke 8 maart wordt gevierd.[41]